# Camp Didier
Seconde Guerre mondiale
Batailles
Bataille de Meximieux
Le camp Didier, d'abord nommé camp Valin (ou Vallin), était le maquis du 4e secteur de l'Armée secrète du département du Rhône.
Le camp était basé à proximité du « bois du Noyer » — son quartier général était situé à la ferme de Grange Blanche — entre Mionnay, Tramoyes et Montluel, dans l'Ain. Après sa création par Marcel Julien fin 1942, il a été particulièrement actif de 1943 jusqu'à la libération de la France, en 1944 en particulier lors de la bataille de Meximieux.

## Nom du maquis

Mise en évidence de la région R1, s'apparentant à la région Rhône-Alpes.

Le camp fut ainsi nommé, en hommage à Albert Chambonnet, compagnon de la Libération, chef régional des Forces françaises de l'intérieur pour la région R1 et arrêté le 10 juin 1944 par la Gestapo et exécuté le 27 juillet 1944 place Bellecour à l'emplacement actuel du Veilleur de pierre ; en effet Didier était son nom de résistant. 
À l'origine, le camp s'est appelé Camp Vallin (en référence à Jean-Louis Curvat).

## Histoire du maquis
En 1943, des stocks d'armes et de munitions sont constitués et sont cachés en particulier au fort de Sermenaz,, situé sur le territoire actuel de Neyron. L'année 1943 voit un afflux massif de nouveaux maquisards, principalement dû à la mise en place du service du travail obligatoire par l'occupant allemand. Mais dans un 4e secteur périurbain, il n'est pas possible d'installer un maquis (la vocation du 4e secteur de Lyon était initialement d'intervenir au moment de la libération de Lyon).
Dès le printemps 1944, le camp compte 150 soldats basé à la forêt du Noyer près de Mionnay ; mais dès l'été, le camp aurait compté 800 soldats équipés de 13 fusils-mitrailleurs, 2 mitrailleuses, 220 mitraillettes et 1 000 grenades.
En août 1944, le débarquement de Provence et la remontée des troupes alliées vers le nord ont pour effet d'accélérer le rythme des actions menées par le camp. En particulier, l'attaque de la ligne Lyon - Bourg-en-Bresse ou encore celle de Ambérieu-en-Bugey - Bourg-en-Bresse. Le point d'orgue des combats sera fin août, la participation à la bataille de Meximieux, durant laquelle le camp Didier prendra une part active en prenant d'assaut le camp de La Valbonne et en combattant  à Chalamont ou encore à Pérouges. En fait, en coordination avec les maquis de l'Ain et du Haut-Jura sous la direction d'Henri Romans-Petit, le camp Didier tiendra la « ligne stratégique » entre La Valbonne et Meximieux, en attendant l'arrivée du corps américain du colonel Murphy.

## Liste de combattants
- Jean-Louis Curvat dit Vallin (1903 - 1977), capitaine du maquis à la suite de Gouailhardou[7].
- Michel Daumas (1915 - 1944)[2].
- Marcel Julien (1898 - 1944), arrêté et fusillé à Faramans ; créateur du camp Didier.
- Armand Gili (1909 - 1944), combattant du Maquis FTP de l’Azergues puis capitaine au camp Didier[8], arrêté lors d'une opération de ravitaillement du maquis avec Firmin Tribouillier et Auguste Venet,  exécuté sommairement à Saint-Marcel le 7 juin 1944 [9],[10].
- Paul Jean Gouailhardou, dit Jacques (1911 - 1944), chef militaire du camp jusqu'à son arrestation. Fusillé à Villeneuve le 13 juin 1944.
- Louis Grapinet (1898 - 1944)[2].
- Pierre Las (décédé en 2012)[11],[12].
- Georges Mollaret (1923 - 1944)[2].
- Joseph Mouth (Colmar 1902 - Lübeck 1945) responsable militaire au camp Didier. Arrêté à Sathonay-Camp le 11 juin 1944 et déporté à Neuengamme. Décédé le 3 mai 1945 dans la baie de Lübeck-Neustadt (Allemagne) lors du bombardement du Cap Arcona.
- Pascal Pavani, adjoint de Marcel Julien[13]
- Étienne Porterie (1893 - 1944), sous-lieutenant FFI du camp Didier. Mort en déportation à Unterstedt[2].
- René Rivière (1921 - 1944)[2].
- Marcel Ruby (1924 - 2011)[14].
- Maxime Sommeron dit Max, ancien maire de Neyron[15] ;
- Alfred Sabatier, dit Sève (1907 - 1945) [16], sous-lieutenant FFI du camp Didier. Mort en déportation à Siegburg.
- Stéphane Tadla, dit Joseph (1922 - 1971).
- Firmin Tribouillier (1901 - 1944), adjudant au camp Didier, exécuté sommairement  à Saint-Marcel le 7 juin 1944[17],[10].
- Auguste Venet (1912 - 1944), sergent au camp Didier, exécuté parmi dix-neuf prisonniers du Fort Montluc le 13 juin 1944 à Villeneuve[18].
- René Vittoz (1901 - 1944), arrêté et fusillé à Faramans[13]

## Hommages
Plusieurs stèles, lieux et monuments rendent hommage au Camp Didier :
- la stèle de la ferme de Grange Blanche (45° 53′ 36″ N, 4° 58′ 37″ E) qui constituait un des lieux du maquis en périphérie de la forêt du Noyer, a été inaugurée en avril 2011[11] ;

- en avril 2011 également, le nouveau rond-point de la mairie de Tramoyes (45° 52′ 28″ N, 4° 57′ 52″ E) est baptisé « Camp-Didier-1944 »[19] ;

- la stèle du Poussey (45° 54′ 49″ N, 4° 56′ 30″ E) est située entre Saint-André-de-Corcy et Mionnay à l'endroit même où plusieurs maquisards du camp furent tués au cours d'un combat le 27 août 1944. Une cérémonie s'y déroule annuellement le premier samedi de septembre[20],[21] ;

- un monument en hommage à Élie Mermet (enterré au cimetière Saint-Martin à Miribel) et Pierre Nore (45° 53′ 46″ N, 4° 58′ 09″ E) à l'endroit où ils furent fusillés, route de Tramoyes, le 31 août 1944[20] ;

- un monument en hommage à Armand Bochetti et Jean-Louis Berger (45° 51′ 08″ N, 5° 03′ 00″ E) à l'endroit où ils furent fusillés, montée Saint-Barthélemy à Montluel, le 31 août 1944[22] ;

- une stèle en hommage à Firmin Tribouillier, Armand Gili et Auguste Venet (45° 57′ 43″ N, 5° 00′ 12″ E) à l'endroit où ils furent arrêtés, le 7 juin 1944, à Saint-Marcel[17].

- une plaque en l'honneur de Joseph Mouth (Colmar 1902 - Lubëck 1945) à l'endroit où il fut arrêté le 11 juin 1944 à Sathonay-Camp. Une rue toute proche porte son nom (45° 49′ 35″ N, 4° 52′ 24″ E).

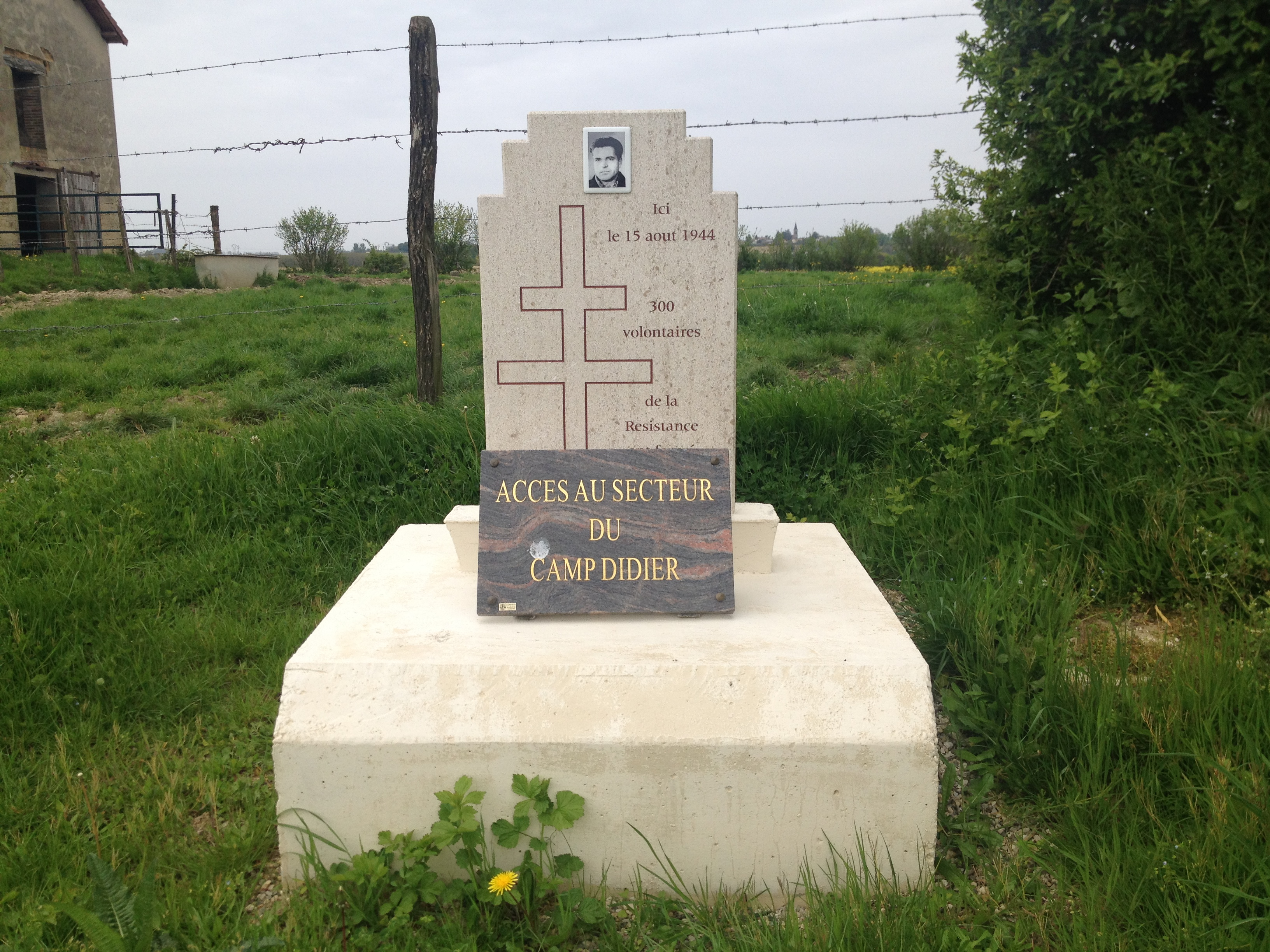
Stèle de la ferme de Grange Blanche.
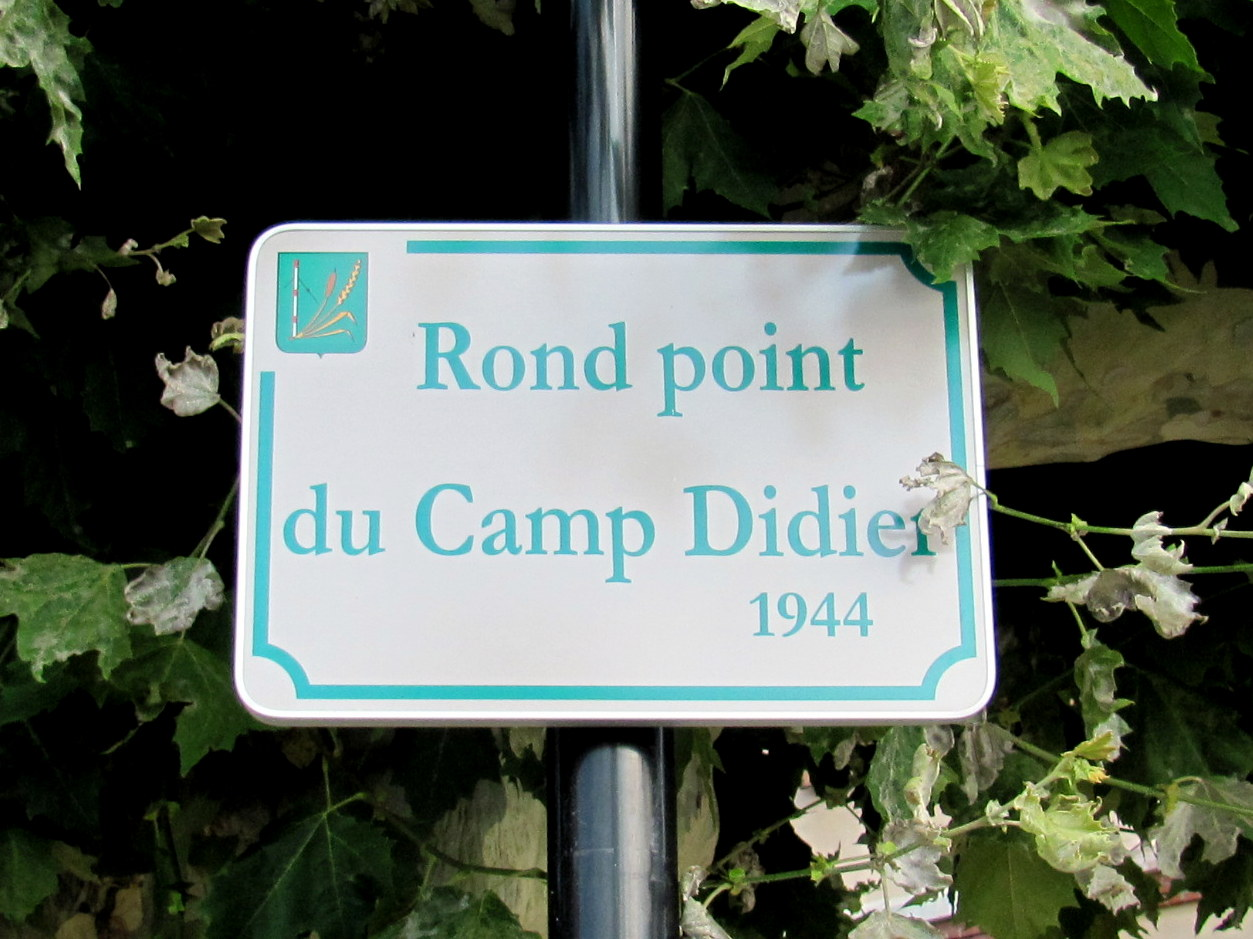
Rond-point du Camp Didier à Tramoyes.
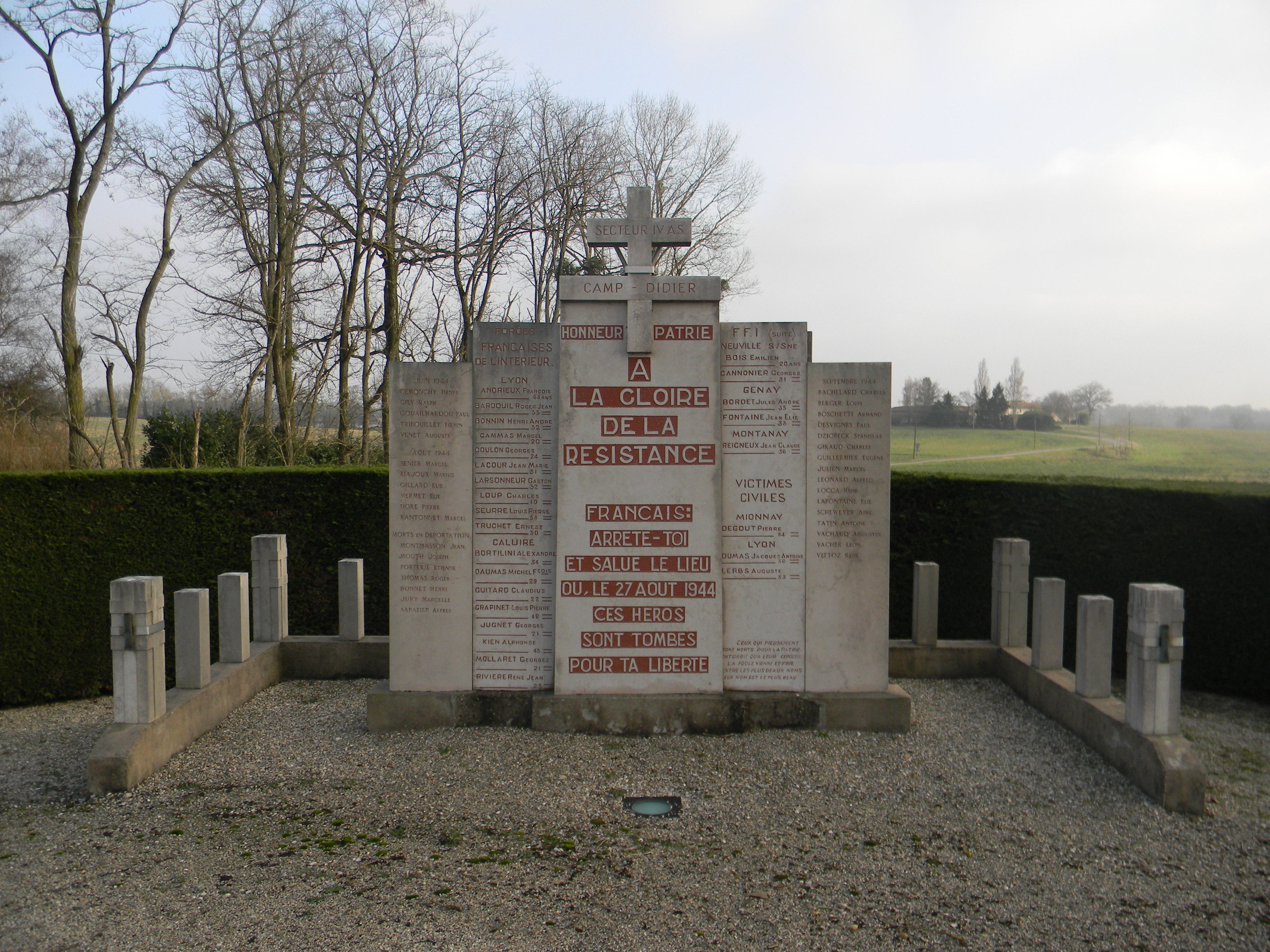
Stèle du Poussey.
Croix à Élie Mermet et Pierre Nore.
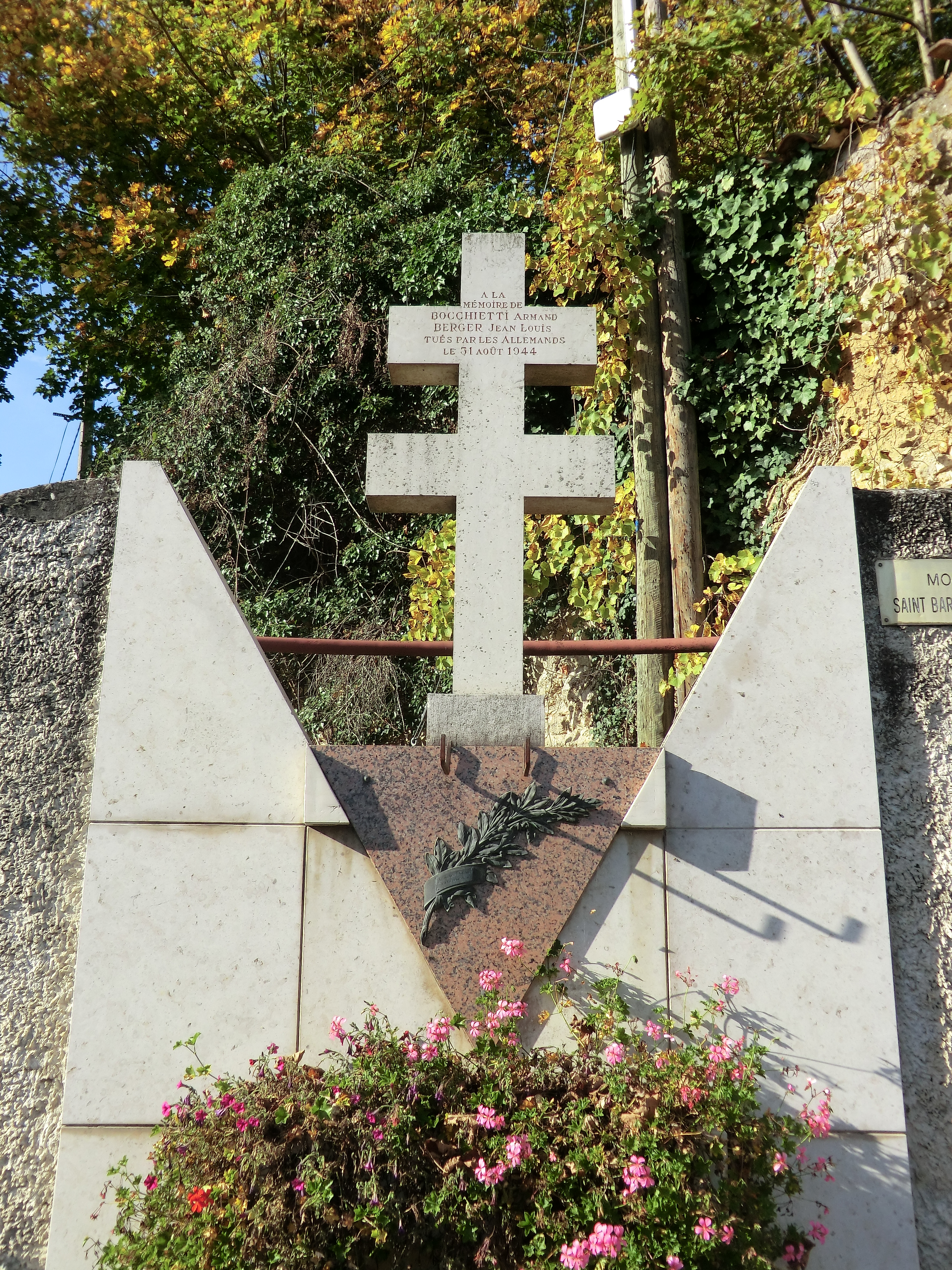
Monument à Armand Bochetti et Jean-Louis Berger à Montluel.
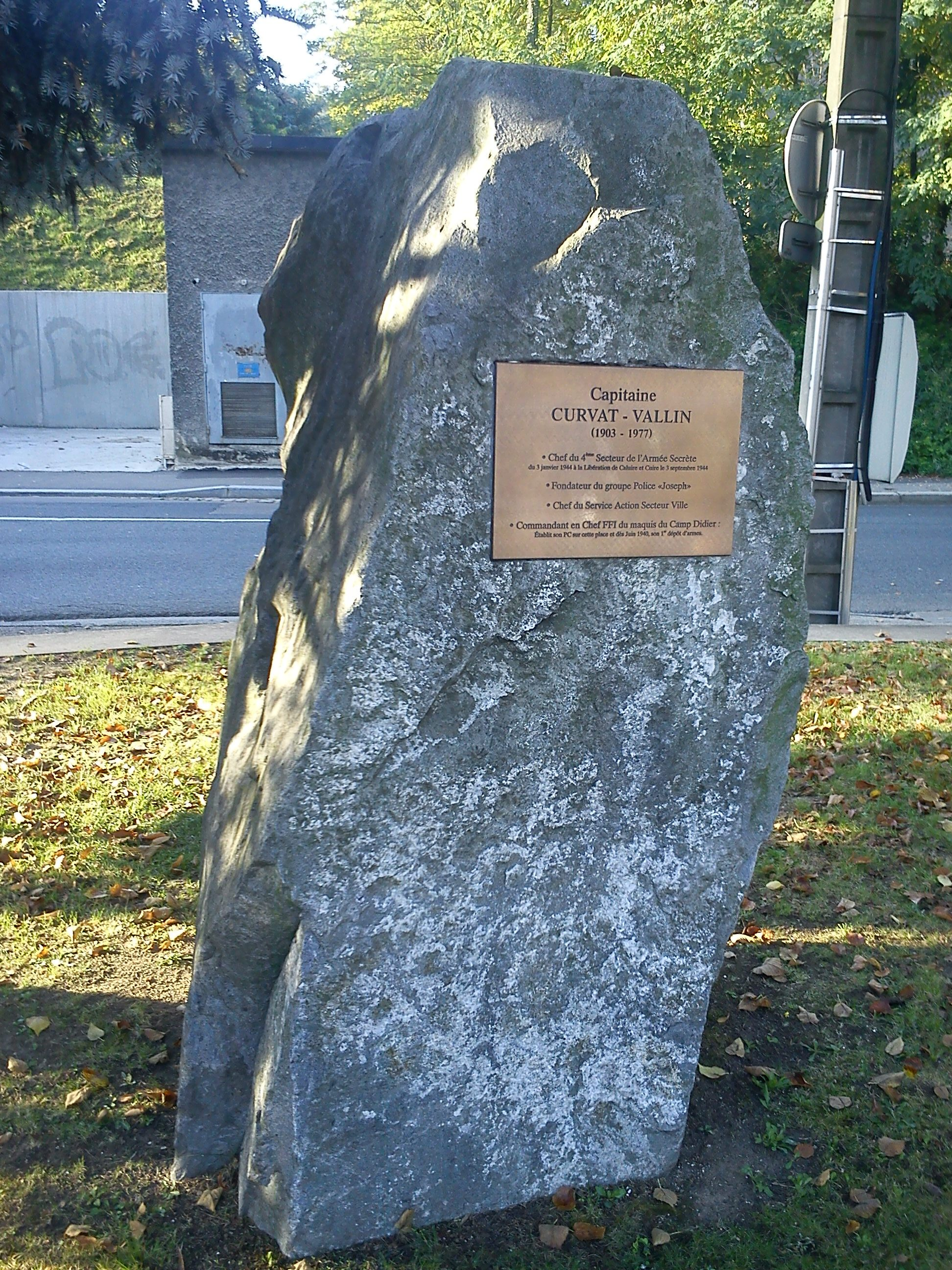
Hommage à Jean-Louis Curvat à Caluire-et-Cuire.
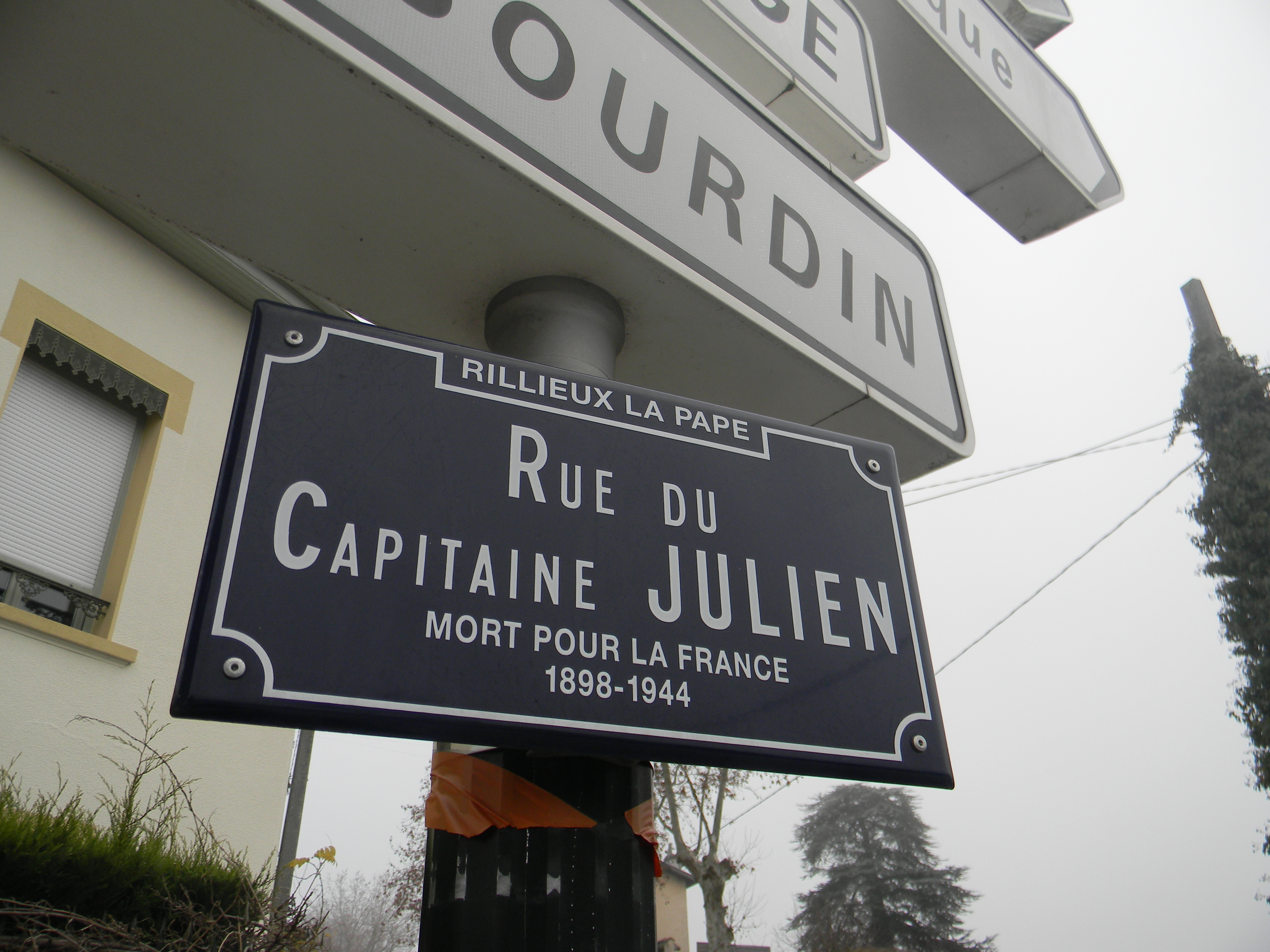
Rue du capitaine Julien à Rillieux-la-Pape.
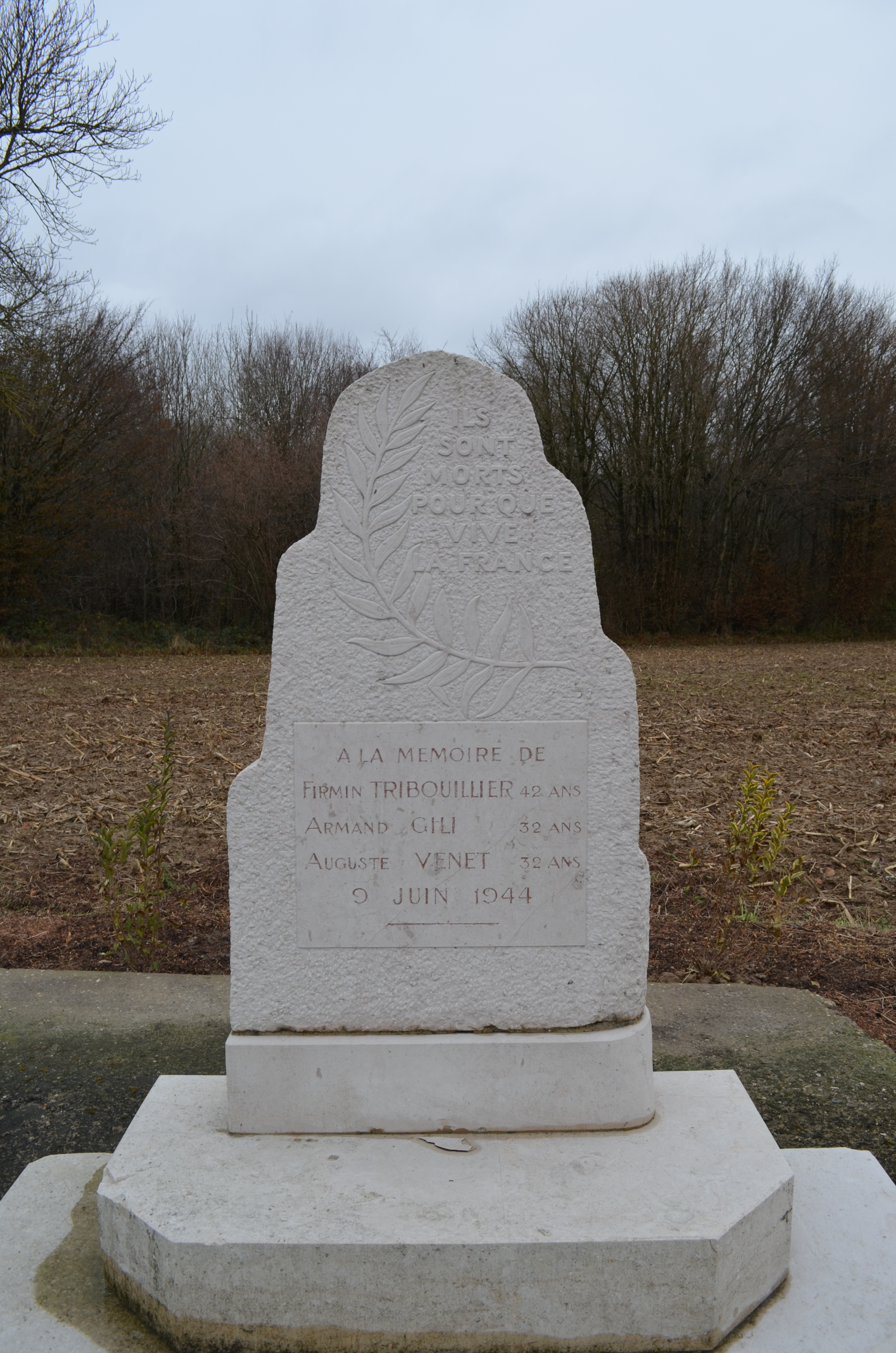
Stèle de Saint-Marcel.
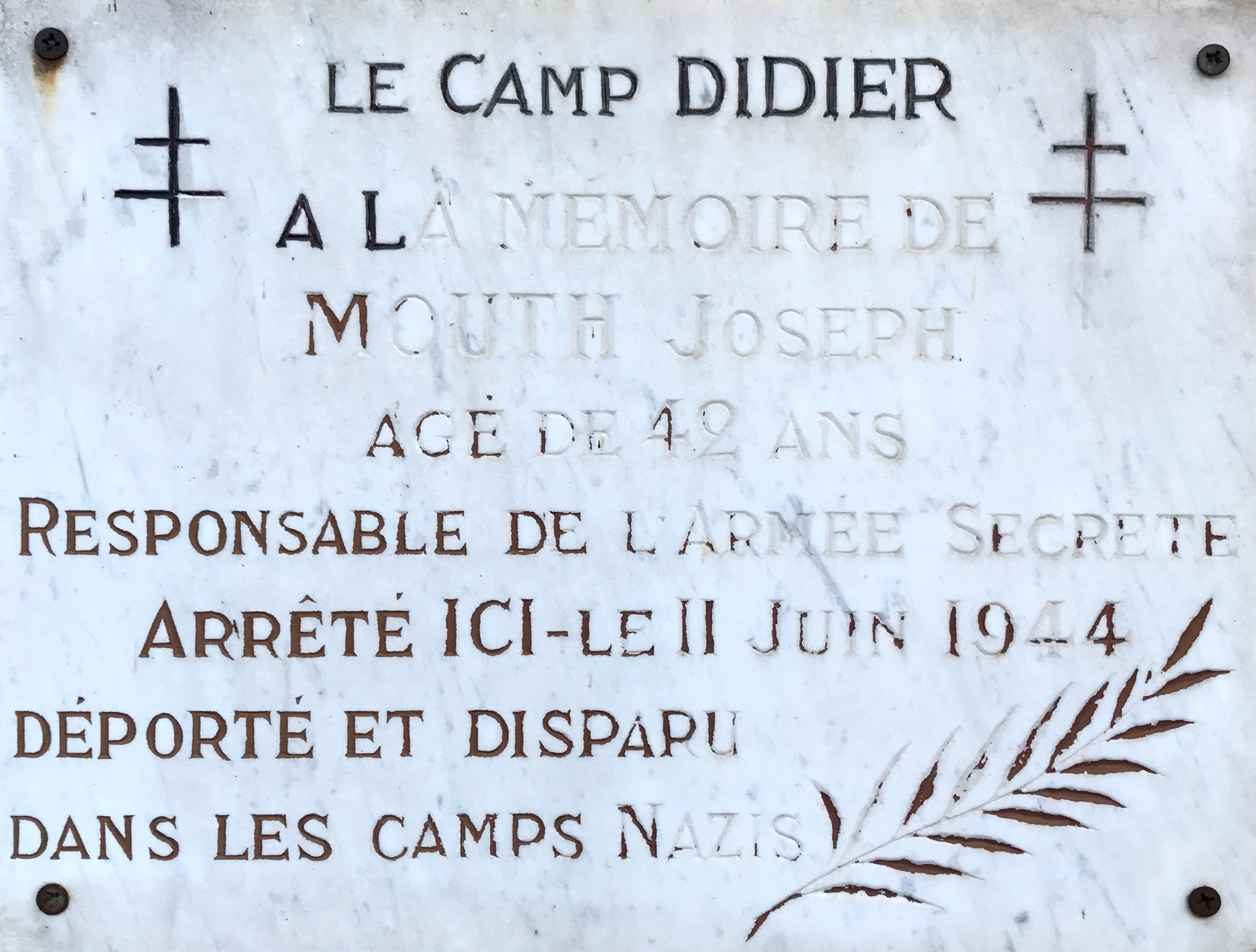
Hommage à Joseph Mouth à Sathonay-Camp.